# Christophe Rémy
Pour les articles homonymes, voir Rémy (homonymie).
Christophe Rémy, né le 6 août 1971 à Besançon, est un footballeur français. Il évoluait au poste de défenseur.

## Biographie
Christophe Rémy est joueur de l'AJ Auxerre de 1989 à 1996,,.
Il est sacré Champion de France lors de la saison 1995-1996,.
Christophe Rémy joue au total 24 matchs pour aucun but marqué en Division 1 avec l'AJA. Au sein des compétitions européennes, il dispute un match en Coupe des vainqueurs de coupe et 3 matchs en Coupe UEFA.
En 1996, il est transféré au Derby County qu'il représente une saison.
Il rejoint ensuite Oxford United qui évolue en deuxième division anglaise.
Après deux saisons sous les couleurs du club anglais, il raccroche les crampons en 1999, après avoir disputé 28 matchs de Championship pour 1 but marqué durant son passage à Oxford.

## Palmarès
AJ Auxerre
- Division 1 (1) :
  - Champion : 1995-96.